# Coleophora tinctoriella
Coleophora tinctoriella é uma espécie de mariposa do gênero Coleophora pertencente à família Coleophoridae.